# 八寶粥

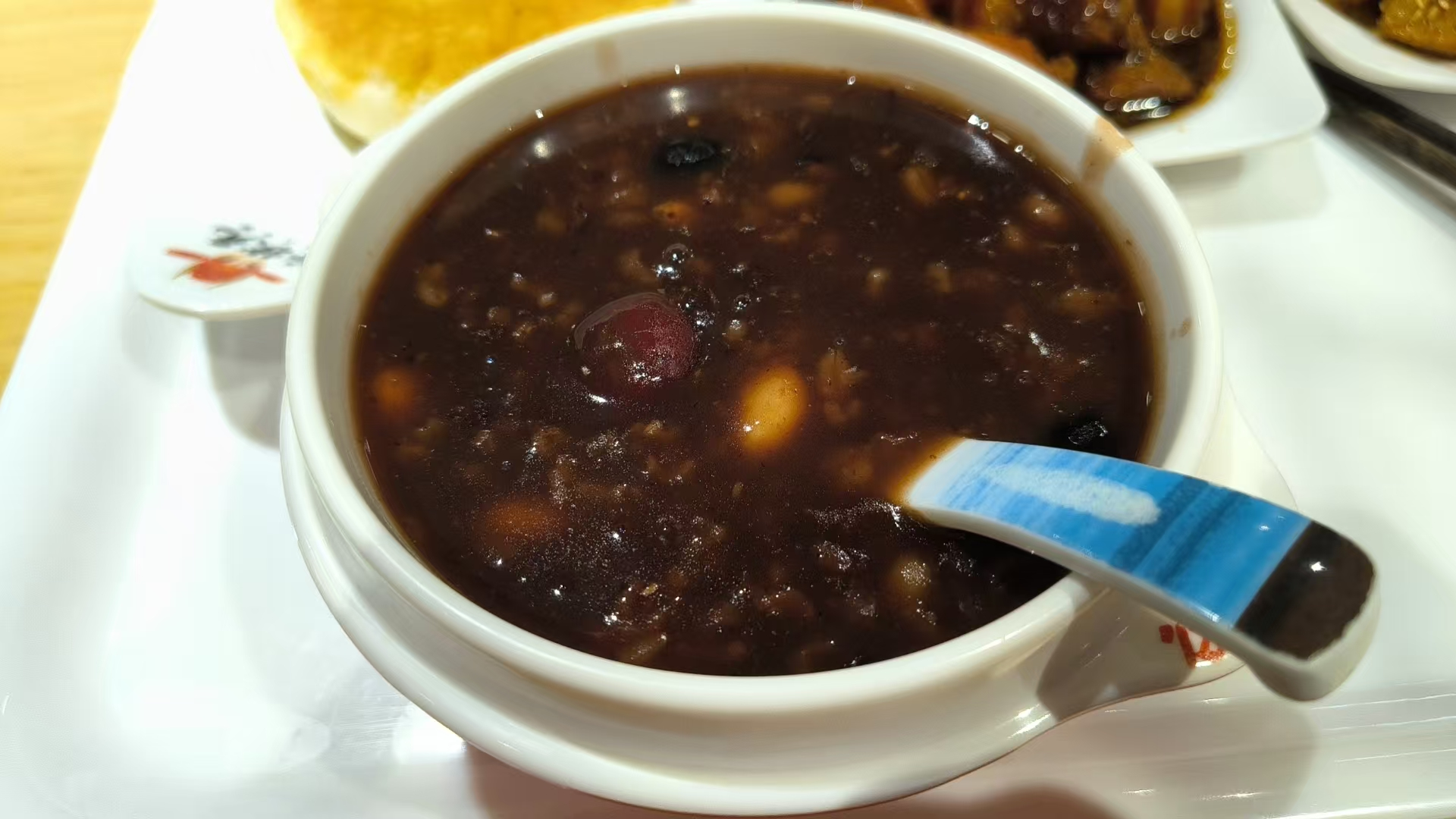

八寶粥，華人社會、唐人街風行，本意是指用八种不同的材料熬制成的粥，在今天是一種以多種豆類、穀物等食材烹調而成的甜粥、鹹粥，其材料因應地區和個人喜好有所變化，不同品牌的八宝粥用料也不同，但是，基本上是米，豆类，干果类，中药材。
一般可以視為可存放得較久的食品，也可在沒熱水的地方進食，便利軍事後勤補給罐裝攜帶、或是軍需支援煮食。
家庭熬制“八宝粥”，有时还会加板栗、胡萝卜、香肠、咸肉等。台灣有廠商的八寶粥還加入沖繩黑糖或是紅棗、枸杞、奶類等。
八寶粥常用作節日食品，如中國部份地區於腊八节食用八寶粥，稱為臘八粥，中國南方部份地區和琉球於端午節食用，也有些地區是十二月廿五、正月等日子吃八寶粥。
八宝粥所用食材与制作都很简单，食用时可根据个人口味选择製作為甜品或是鹹食、自行添加任何口味等。

## 起源传说
八宝粥也叫腊八粥，关于八宝粥的来历有不同的说法。
其一傳說，朱元璋在当皇帝之前，在一次战争中饥寒交迫，他四处找吃的。
在田边发现了一只很肥的老鼠，跑进老鼠洞里，他走近那个老鼠洞，往里面掏了掏，发现了各样的粮食，其中就有小米，花生，红豆......各式各樣不同雜糧等。
他将这些粮食清洗干净，混在一起煮成了粥，感覺上非常好吃。在做皇帝後，仍然想念当时自己做的粥，便让御厨做这种粥，并且加入了莲子，核桃、薏仁......等，使其更美味，命名“腊八粥”，冬季臘月時節享用，之後流传民间。

## 八宝
传统八宝即红小豆、小米、绿豆、核桃仁、花生、红枣、山药和莲子。
有時還會加板栗、紅白胡蘿蔔切丁、香腸丁、鹹肉丁等。
有的八寶粥還加入黑糖，紅棗、枸杞、薏仁、腰果、開心果、仙草凍、愛玉凍、生薑汁......隨意添加自己想吃的

## 烹饪方式 + 各種不同配方
较为经典的配方
- 主料：大米
- 配料：红豆、枸杞、银耳(白木耳)、香菇、红枣、莲子、玉米
- 制作方法：

1. 红豆、枸杞用冷水浸泡40分钟；银耳、香菇用热水浸泡直至水冷却
2. 将洗净的红枣、莲子、玉米、大米和浸泡好的材料一起放入锅中，大火煮开改小火慢熬2-3小时即可

适合儿童的配方
- 主料：糯米
- 配料：红小豆、绿豆、蜜枣、桂圆肉、莲子、花生、枸杞
- 制作方法：

1. 红小豆、绿豆、枸杞冷水浸泡40分钟
2. 将洗净的糯米倒入砂锅，加入其余材料，中火熬20分钟改小火继续熬至浓稠。

- 注：莲子、枸杞3-5克即可不宜過多。

适合孕妇的配方
- 主料：糯米
- 配料：红小豆、红豆、莲子、枸杞、蜜枣、山楂条、葡萄干
- 制作方法：

1. 红小豆、红豆、枸杞浸泡40分钟
2. 将洗净的糯米放入砂锅，加入材料大火熬开改小火慢熬1-2小时，出锅前加入白糖再熬10分钟

- 注：白糖适量即可

适合老人的配方
- 主料：糯米、小米
- 配料：红小豆、绿豆、红枣、香芋、莲子、花生
- 制作方法：

1. 将糯米浸泡一段时间，将红小豆、绿豆、花生浸泡40分钟
2. 香芋去皮切块，将糯米、小米倒入砂锅，下剩余洗净的材料熬煮。中火慢熬40分钟，改小火慢熬1-2小时即可。

- 注：将食物尽量熬至软糯。

养胃的配方
- 主料：小米、薏仁
- 配料：红豆、百合、绿豆、莲子、枸杞、山药
- 制作方法：

1. 薏仁、红豆、绿豆浸泡一段时间
2. 将洗净的材料放入锅中，开火慢熬，小火熬制软烂即可。

- 注：百合、莲子适量。

## 即食八宝粥的常见品牌
1. 达利园（中國大陸）
2. 银鹭（中國大陸）
3. 娃哈哈（中國大陸）
4. 燕之坊（中國大陸）
5. 泰奇（中國大陸）
6. 方家铺子（中國大陸）
7. 五芳斋（中國大陸）
8. 親親（台灣）
9. 愛之味（台灣）
10. 泰山（台灣）
11. 味源（台灣）
12. 名屋（台灣）
13. 里仁（台灣）
14. 味王（台灣）
15. 巧口（台灣）